# Cheikh N'Doye
Cheikh N'Doye (Rufisque, 29 de marzo de 1986) es un futbolista senegalés. Juega de centrocampista en el A. S. Cannes del Championnat National 2 de Francia.

## Clubes
| Club                     | País       | Año       |
| ------------------------ | ---------- | --------- |
| A. S. C. Yakaar          | Senegal    | 2007-2009 |
| S. A. S. Épinal          | Francia    | 2009-2012 |
| U. S. Créteil            | Francia    | 2012-2015 |
| Angers S. C. O.          | Francia    | 2016-2017 |
| Birmingham City F. C.    | Inglaterra | 2017-2019 |
| Angers S. C. O. (cedido) | Francia    | 2018-2019 |
| Red Star F. C.           | Francia    | 2020-2024 |
| A. S. Cannes             | Francia    | 2024-     |